# Timișoara Challenger 2006
Il Timișoara Challenger 2006 è stato un torneo di tennis facente parte della categoria ATP Challenger Series nell'ambito dell'ATP Challenger Series 2006. Il torneo si è giocato a Timișoara in Romania dal 31 luglio al 6 agosto 2006 su campi in terra rossa.

## Vincitori

### Singolare
Nicolas Devilder ha battuto in finale  Pablo Santos con il punteggio di 7–6(5), 6–2

### Doppio
Victor Crivoi /  Victor Ioniță hanno battuto in finale  Ervin Eleskovic /  Michael Ryderstedt con il punteggio di 6–3, 6–4